# Австрійське цивільне уложення (1811)
Австрійське цивільне уложення (нім. Allgemeines bürgerliches Gesetzbuch, ABGB) — цивільний кодекс Австрії, який, після приблизно 40 років підготовчої роботи, був опублікований 1 червня 1811 року і набув чинності 1 січня 1812 року. Карл Антон фон Мартіні та Франц фон Целлер були головними розробниками на найраніших і найпізніших етапах проєкту.
У порівнянні з наполеонівським кодексом він базувався на ідеалах свободи та рівності перед законом.
Кодекс був розділений на три основні частини, які дотримувались методів поділу в римському праві. Під час Першої світової війни Кодекс зазнав змін.
Австрійський цивільний кодекс залишається основним кодексом цивільних справ Австрії і лежить в основі цивільного кодексу Ліхтенштейну. Крім Австрії, його вплив зберігся і в інших державах-правонаступницях Австро-Угорщини. У Чеській частині Чехословаччини (словацька частина використовувала угорське звичаєве право) він діяв до 1951 року, допоки його не замінили на цивільний кодекс 1950 року.

## Історія
Австрійське цивільне право розвивалось під впливом німецького цивільного права. Перші помітні спроби щодо кодифікації права австрійських земель були зроблені ще за Максиміліана І. Їх результатом став Codex Austriacus (1704—1777), у якому було вміщено цісарські мандати, декрети та резолюції.
Франц фон Карієнт був першим, хто систематизував австрійське право у формі інкорпорації. 1704 року він видав у Відні всі нормативні акти, що були ухвалені або затверджені, починаючи з правління Фердинанда I.
1753 року в Австрії була створена кодифікаційна комісія, що мала скасувати партикуляризм у праві й створити єдині кодекси: цивільний, цивільно-процесуальний та кримінальний, що містив норми матеріального та процесуального права. Характерно, що тогочасна австрійська система права поділялась на галузі, а тому цивільний, кримінальний і процесуальний кодекси розроблялися окремо, що свідчило про вищий рівень розвитку як для того часу правового регулювання і юридичної техніки порівняно з іншими державами.
Значним кроком на шляху кодифікації цивільного права у 1763 році в Австрії було затверджено кодекс вексельного права, чинність якого в 1775 року поширювалася на Галичину і Буковину, де раніше вексельні відносини регулювалися звичаєвим правом, яке, однак, в міру свого формалізму та складності, було нездатним забезпечувати ефективне правове регулювання вексельних відносин, що перешкоджало здійсненню вексельних операцій. Вексельний кодекс 1763 року налічував усього 53 статті та містив норми, що регулювали питання кредитних відносин.
План кодифікації австрійського права розробив професор Аццоні з Праги, передбачивши в ній три частини: особисте, майнове та облігаційне (боргове) право. Перший проєкт цивільного кодексу у восьми фоліантах під назвою «Codex Theresianus» (Терезіанський кодекс, названий так за ім'ям імператриці Марії-Терезії) був завершений у 1766 році, однак не отримав затвердження ні з боку Державної ради, ні самої імператриці.
У 1772 році було видано розпорядження переробити Терезіанський кодекс, без прив'язки до римського права та із спрощенням змісту правових норм. Для цього того ж року була створена нова кодифікаційна комісія для переробки незатвердженого проєкту цивільного кодексу. До того ж, при переробці цього кодексу, кодифікаційна комісія мала уникати наукових положень та роз'яснень.
У січні 1783 року був виданий патент про шлюб, який регулював також сімейні відносини, а в 1786 року — патент про порядок спадкування за законом.
1 листопада 1786 року декретом була затверджена і оприлюднена перша частина цього кодексу, яка отримала назву «Йозефінського кодексу законів». Вона передбачала права осіб у п'яти розділах:
1. Про закони;
2. Про права підданих взагалі;
3. Про права подружжя;
4. Про права батьків і дітей;
5. Про права сиріт та інших осіб, не здатних управляти своїми справами.

А у 1787 році було затверджено другу і третю частини Терезіанського кодексу. 1 січня того ж року, кодекс був введений в дію на спадкових землях Габсбургів, а з 1 травня і на Галичині.
Значний вплив на кодифікаційні роботи в Австрії мало французьке цивільне право. Так, 21 березня 1804 року, було введено в дію цивільний кодекс Франції (кодекс Наполеона). 11 серпня 1800 року — його проєкт був підготовлений урядовою комісією, у складі видатних французьких юристів, яких призначив Наполеон Бонапарт. За основу кодексу брали принципи римського права, французькі нормативні акти, а також правові звичаї.
Водночас проєкт австрійського цивільного кодексу було передано на розгляд особливих провінційних комісій, які мали права на зауваження і внесення пропозицій. Хоча робота цих комісій завершилась, проте «галицький кодекс» був розглянутий ще тричі на основі подальших експертиз — у 1801—1806, 1808 і 1810 роках.
Досвід його застосування в Галичині був узагальнений і схвалений у 1810 року, а патентом від 1 червня 1811 року його було оприлюднено.
1 січня 1812 року цивільний кодекс набув чинності для всієї Австрії; 1 січня 1812 року — для Галичини, Володимерії (Лодомерії) та Буковини; 1 листопада 1815 року — для округів Вєлічки та Подгужи; 1 лютого 1816 року — для земель Тернопільщини. Варто зазначити, що для Кракова австрійський цивільний кодекс патентом від 23 березня 1852 року був введений в дію двічі: 20 квітня 1852 року щодо прав подружжя і 29 вересня 1855 року вже як цілісний документ.
Поряд із австрійським цивільним кодексом діяли й інші цивільні закони, що давало більше ефективності для врегулювання цивільних правових відносн. До їх числа належали:
- Військові закони, що зберігали силу для осіб військового звання;
- Торгове уложення (17 грудня 1862 року);
- Вексельний статут (від 25 січня 1850 року);
- Загальні закони про поземельні книги (від 25 липня 1871 року)

## Структура документа
Австрійський цивільний кодекс має таку структуру:
- Преамбула;
- Введення: Про цивільні закони у цілому;
- Частина 1: Про право осіб;
- Частина 2: Про речові права. Про речі і їх правовий розподіл;
- Частина 3: Про загальні положення особистих і речових прав.